# Рихеза Польська
Рихеза Польська (Рикса, Аделаїда;22 вересня 1013 — 21 травня 1075) — королева Угорщини, дружина Бели I.

## Життєпис
Рихеза була дочкою короля Польщі Мешка II і його дружини Рикси Лотаринзької. Її традиційно називають Рихезою, але сучасні польські джерела не підтверджують це ім'я: нині передбачається, що її звали Аделаїда.
Між 1039 і 1043 роками вона вийшла заміж за Белу Угорського.
Чоловік Ріхези в 1048 році отримав одну третину Угорщини (Tercia pars Regni), як частину від свого брата, короля Андраша I, тоді подружжя переїхало до Угорщини. 6 грудня 1060 року, після перемоги над своїм братом, чоловік Ріхези був проголошений королем Угорщини.

## Родина
Чоловік — Бела I (1016-1063), король Угорщини
Діти:
- Геза I, король Угорщини
- Ласло I, король Угорщини
- Ламперт, герцог Угорщини
- Софія (після 1050 —1095), дружина маркграфа Ульріха I з Карніоли, а потім — герцога Магнуса I Саксонського
- Євфимія (після 1050—1111), дружина князя Отто I Оломоуцького
- Ілона (після 1050—1091), дружина Дмитара Звонимира, короля Хорватії